# PGC 41180
LEDA/PGC 41180 ist eine elliptische Galaxie vom Hubble-Typ E2 im Sternbild Jungfrau auf der Ekliptik, die schätzungsweise 60 Millionen Lichtjahre von der Milchstraße entfernt ist. Unter der Katalognummer VCC 1199 wird sie als Mitglied des Virgo-Galaxienhaufens aufgeführt.
Im selben Himmelsareal befinden sich u. a. die Galaxien Messier 49, NGC 4465, NGC 4467, NGC 4470.